# Premio Macavity
Il Premio Macavity (Macavity Awards) è un premio letterario statunitense assegnato dalla Mystery Readers International (MRI) per il miglior romanzo poliziesco e viene assegnato ogni anno dal 1987 in quattro categorie, dal 2006 in cinque categorie.
La cerimonia si tiene ogni anno in autunno presso il più grande festival del crimine negli Stati Uniti, il Bouchercon. Il premio prende il nome da un personaggio del libro umoristico della raccolta di poesie Old Possum's Book of Practical Cats del 1939 di T.S. Eliot, da cui è stato tratto il musical Cats di Andrew Lloyd Webber nel 1981. Praticamente Macavity è il nome di un gatto "gangster" che sfida il tempo più volte della persecuzione di Scotland Yard.

## Categorie
- Miglior romanzo (Best Mystery Novel)
- Miglior romanzo d'esordio (Best First Mystery Novel)
- Miglior racconto (Best Mystery Short Story)
- Miglior saggio (Best Mystery Nonfiction, fino al 2004 denominato Best Critical/Biographical Mystery Work)
- Miglior romanzo storico (Sue Feder Historical Mystery Award) (assegnato dal 2006)

## Vincitori

### Miglior romanzo
- 1987: Un gusto per la morte (A Taste for Death) di P.D. James
- 1988: Marriage is Murder di Nancy Pickard
- 1989: Ladri del tempo (A Thief of Time) di Tony Hillerman
- 1990: A Little Class on Murder di Carolyn Hart
- 1991: If Ever I Return Pretty Peggy-O di Sharyn McCrumb
- 1992: I.O.U. di Nancy Pickard
- 1993: Bootlegger's Daughter di Margaret Maron
- 1994: La scultrice (The Sculptress) di Minette Walters
- 1995: She Walks These Hills di Sharyn McCrumb
- 1996: Under the Beetle's Cellar di Mary Willis Walker
- 1997: Il signore dell'enigma (Bloodhounds) di Peter Lovesey
- 1998: Voci segrete (Dreaming of the Bones) di Deborah Crombie
- 1999: Debito di sangue (Blood Work) di Michael Connelly
- 2000: Fiori neri (The Flower Master) di Sujata Massey
- 2001: L'esecuzione (A Place of Execution) di Val McDermid
- 2002: Folly di Laurie R. King
- 2003: Winter and Night di S. J. Rozan
- 2004: Marea (The House Sitter) di Peter Lovesey
- 2005: The Killing of the Tinkers di Ken Bruen
- 2006: Avvocato di difesa (The Lincoln Lawyer) di Michael Connelly
- 2007: The Virgin of Small Plains di Nancy Pickard
- 2008: I morti lo sanno (What the Dead Know) di Laura Lippman
- 2009: Where Memories Lie di Deborah Crombie
- 2010:  Tower di Ken Bruen e Reed Farrel Coleman
- 2011:  Bury Your Dead di Louise Penny
- 2012:  Claire DeWitt and the City of the Dead di Sara Gran
- 2013:  The Beautiful Mystery di Louise Penny
- 2014:  La natura della grazia (Ordinary Grace) di William Kent Krueger
- 2015:  Gli insospettabili delitti della casa in fondo alla strada (The Killer Next Door) di Alex Marwood
- 2016:  The Long and Faraway Gone di Lou Berney
- 2017:  A Great Reckoning di Louise Penny
- 2018:  I delitti della gazza ladra (Magpie Murders) di Anthony Horowitz
- 2019:  November Road (November Road) di Lou Berney
- 2020: The Chain (The Chain) di Adrian McKinty
- 2021: Deserto d'asfalto (Blacktop Wasteland) di S. A. Cosby[2]
- 2022: Razorblade Tears di S. A. Cosby[3]

### Miglior romanzo d'esordio
- 1987: The Ritual Bath di Faye Kellerman ex aequo A Case of Loyalties di Marilyn Wallace
- 1988: Corrida a Los Angeles (The Monkey's Raincoat) di Robert Crais
- 1989: Ragnatele d'inganni (The Killings at Badger's Drift) di Caroline Graham
- 1990: Grime and Punishment di Jill Churchill
- 1991: Postmortem di Patricia Cornwell
- 1992: Delitto sull'Iditarod Trail (Murder on the Iditarod Trail) di Sue Henry ex aequo Zero at the Bone di Mary Willis Walker
- 1993: Blanche on the Lam di Barbara Neely
- 1994: Death Comes as Epiphany di Sharan Newman
- 1995: Do Unto Others di Jeff Abbott
- 1996: The Strange Files of Fremont Jones di Dianne Day
- 1997: Death in Little Tokyo di Dale Furutani
- 1998: Dead Body Language di Penny Warner
- 1999: Sympathy for the Devil di Jerrilyn Farmer
- 2000: Inner City Blues di Paula L. Woods
- 2001: L'apprendista (A Conspiracy of Paper) di David Liss
- 2002: Open Season di C. J. Box
- 2003: In the Bleak Midwinter di Julia Spencer-Fleming
- 2004: Maisie Dobbs di Jacqueline Winspear
- 2005: Dating Dead Men di Harley Jane Kozak
- 2006: Immoral di Brian Freeman
- 2007: L'esorcismo di Mr Clarinet (Mr. Clarinet) di Nick Stone
- 2008: Nel bosco (In The Woods) di Tana French
- 2009: Uomini che odiano le donne (The Girl With the Dragon Tattoo) di Stieg Larsson
- 2010: Flavia De Luce e il delitto nel campo dei cetrioli (The Sweetness at the Bottom of the Pie) di Alan Bradley
- 2011: Rogue Island di Bruce DeSilva
- 2012: All Cry Chaos di Leonard Rosen
- 2013: Don't Ever Get Old di Daniel Friedman
- 2014: A Killing at Cotton Hill di Terry Shames
- 2015: Invisible City di Julia Dahl
- 2016: Past Crimes di Glen Erik Hamilton
- 2017: IQ di Joe Ide
- 2018: The Lost Ones di Sheena Kamal
- 2019: Dodging and Burning di John Copenhaver
- 2020: One Night Gone di Tara Laskowski
- 2021: Winter Counts di David Heska Wanbli Weiden
- 2022: Arsenic and Adobo di Mia P. Manansala

### Miglior saggio
- 1987: 1001 Midnights di Marcia Muller e Bill Pronzini
- 1988: Son of Gun in Cheek di Bill Pronzini
- 1989: Silk Stalkings di Victoria Nichols e Susan Thompson
- 1990: The Bedside Companion to Crime di H. R. F. Keating
- 1991: Agatha Christie: The Woman and Her Mysteries di Gillian Gill
- 1992: Talking Mysteries: A Conversation with Tony Hillerman di Tony Hillerman ed Ernie Bulow
- 1993: Doubleday Crime Club Compendium di Ellen Nehr
- 1994: The Fine Art of Murder di Ed Gorman
- 1995: By a Woman's Hand di Dean James e Jean Swanson
- 1996: Detecting Women di Willetta Heising
- 1997: Detecting Women 2 di Wiletta Heising
- 1998: Deadly Women di Jan Grape, Dean James e Ellen Nehr
- 1999: Killer Books di Jean Swanson e Dean James
- 2000: Ross Macdonald di Tom Nolan
- 2001: The American Regional Mystery di Marvin Lachman
- 2002: Writing the Mystery: A Start to Finish Guide for Both Novice and Professional di G. Miki Hayden
- 2003: They Died in Vain: Overlooked, Underappreciated, and Forgotten Mystery Novels di Jim Huang
- 2004: Make Mine a Mystery: A Reader's Guide to Mystery and Detective Fiction di Gary Warren Niebuhr
- 2005: Forensics for Dummies di D. P. Lyle
- 2006: Girl Sleuth: Nancy Drew and the Women Who Created Her di Melanie Rehak
- 2007: Mystery Muses: 100 Classics That Inspire Today's Mystery Writers di Jim Huang e Austin Lugar
- 2008: The Essential Mystery Lists: For Readers, Collectors, and Librarians di Roger Sobin
- 2009: African American Mystery Writers: A Historical & Thematic Study di Frankie Y. Bailey
- 2010: Talking about Detective Fiction di P. D. James
- 2011: Agatha Christie's Secret Notebooks: Fifty Years of Mystery in the Making di John Curran
- 2012: The Sookie Stackhouse Companion di Charlaine Harris
- 2013: Books to Die For: The World’s Greatest Mystery Writers on the World’s Greatest Mystery Novels di John Connolly e Declan Burke
- 2014: The Hour of Peril: The Secret Plot to Murder Lincoln Before the Civil War di Daniel Stashower
- 2015: Writes of Passage: Adventures on the Writer's Journey di Hank Phillippi Ryan
- 2016: The Golden Age of Murder: The Mystery of the Writers Who Invented the Modern Detective Story di Martin Edwards
- 2017: Sara Paretsky: A Companion to the Mystery Fiction di Margaret Kinsman
- 2018: The Story of Classic Crime in 100 Books di Martin Edwards
- 2019: The Real Lolita: The Kidnapping of Sally Horner and the Novel That Scandalized the World di Sarah Weinman
- 2020: Hitchcock and the Censors di John Billheimer
- 2021: H.R.F. Keating: A Life of Crime di Sheila Mitchell
- 2022: How to Write a Mystery: A Handbook from Mystery Writers of America di Lee Child e Laurie King

### Miglior racconto
- 1987: The Parker Shotgun di Sue Grafton
- 1988: The Woman in the Wardrobe di Robert Barnard
- 1989: Deja Vu di Doug Allyn
- 1990: Afraid All the Time di Nancy Pickard
- 1991: Too Much to Bare di Joan Hess
- 1992: Deborah's Judgement di Margaret Maron
- 1993: Henrie O's Holiday di Carolyn Hart
- 1994: Checkout di Susan Dunlap
- 1995: Cast Your Fate to the Wind di Deborah Adams ex aequo Unharmed di Jan Burke
- 1996: Evans Tries an O-Level di Colin Dexter
- 1997: Cruel & Unusual di Carolyn Wheat
- 1998: Two Ladies of Rose Cottage di Peter Robinson
- 1999: Of Course You Know That Chocolate Is a Vegetable di Barbara D'Amato
- 2000: Maubi and the Jumbies di Kate Grilley
- 2001: A Candle for Christmas di Reginald Hill
- 2002: The Abbey Ghosts di Jan Burke
- 2003: Voice Mail di Janet Dawson
- 2004: The Grass Is Always Greener di Sandy Balzo
- 2005: The Widow of Slane di Terence Faherty
- 2006: There Is No Crime on Easter Island di Nancy Pickard
- 2007: Til Death Do Us Part di Tim Maleeny
- 2008: Please Watch Your Step di Rhys Bowen
- 2009: The Night Things Changed di Dana Cameron
- 2010: On the House di Hank Phillippi Ryan
- 2011: Swing Shift di Dana Cameron
- 2012: Disarming di Dana Cameron
- 2013: The Lord Is My Shamus di Barb Goffman
- 2014: The Care and Feeding of Houseplants di Art Taylor
- 2015: Honeymoon Sweet di Craig Faustus Buck
- 2016: The Little Men di Megan Abbott
- 2017: Parallel Play di Art Taylor
- 2018: Windward di Paul D. Marks
- 2019: English 398: Fiction Workshop di Art Taylor
- 2020: Better Days di Art Taylor
- 2021: Elysian Fields di Gabriel Valjan
- 2022: Sweeps Week di Richard Helms

### Miglior romanzo storico
- 2006: Pardonable Lies di Jacqueline Winspear
- 2007: Oh Danny Boy di Rhys Bowen
- 2008: La signora dell'arte della morte (Mistress of the Art of Death) di Ariana Franklin
- 2009: A Royal Plain di Rhys Bowen
- 2010: A Trace of Smoke di Rebecca Cantrell
- 2011: City of Dragons di Kelli Stanley
- 2012: Dandy Gilver and the Proper Treatment of Bloodstains di Catriona McPherson
- 2013: An Unmarked Grave di Charles Todd
- 2014: Murder as a Fine Art di David Morrell
- 2015: A Deadly Measure of Brimstone di Catriona McPherson
- 2016: The Masque of a Murderer di Susanna Calkins
- 2017: Heart of Stone di James W. Ziskin
- 2018: In Farleigh Field di Rhys Bowen
- 2019: The Widows of Malabar Hill di Sujata Massey
- 2020: Non siamo mai stati qui (The Secrets We Kept) di Lara Prescott
- 2021: Turn to Stone di James Ziskin
- 2022: Clark and Division di Naomi Hirahara